# La città è quieta... ...ombre parlano
La città è quieta... ...ombre parlano è il secondo EP del gruppo Hardcore punk italiano Peggio Punx, autoprodotto e pubblicato nel 1983.
L'EP è stato pubblicato anche nella raccolta Discography del 2005.

## Tracce
1. Guerra – 1:01
2. Noia – 1:07
3. Linea diritta – 1:15
4. Solitudine – 1:37
5. La mia vita – 0:36
6. Credi di... – 0:52